# Tripfolk
Tripfolk är Bazar Blås andra studioalbum, utgivet 2000.

## Låtlista
All låtar är skrivna av Björn Meyer.
1. Stomping Ground – 4:16
2. Dance.Schott.is – 4:45
3. Wander Song – 5:28
4. Sushi – 4:06
5. BB Cool – 5:16
6. Laija – 5:21
7. ShoCon – 3:29
8. Home – 4:21
9. Still – 6:49
10. Habla Babla – 6:21

## Medverkande
- Björn Meyer – bas
- Johan Hedin – nyckelharpa
- Fredrik Gille – slagverk